# نعناع فلفلي
النعناع الفُلفُليّ أو البُستانيّ أو نعنع فلفلي أو نعناع (باللاتينية: Mentha × piperita) نوع نباتي يتبع جنس النعناع من الفصيلة الشفوية. هذا النوع هجين بين نوعي النعناع المائي والنعناع المدبب.

## علم النبتة
وُصفت هذه النبتة لأول مرة في عام 1753 من قبل كارولوس لينيوس عن طريق عينة أخذت من إنجلترا، باعتبارها صنفا جديدا، و لكن حاليا تم الموافقة عليها عالميا على أنها نبات هجين. هو نبات ريزومي عشبي معمر، يصل طوله إلى 30-90 سم(12-35 إنشا)، سوقه ناعمة، تظهر مربعة بالمقطع العرضي. جذاميره لحمية ليفية معراة، تنتشر بشكل كثيف. الأوراق يبلغ طولها 4-9 سم(1,6-3,5 إنشا ) عرضها 1,5-4 سم (1,57-59, إنشا), لونها أخضر داكن مع عروق حمراء، ذات قمة حادة وأطراف مسننة وخشنة. الأوراق والسوق غالبا ما تمتلك شعيرات صغيرة بشكل خفيف. أزهارها ذات لون بنفسجي، يبلغ طولها 6-8 مم (0,31 – 0,24 إنشا), التاج مقسم إلى أربعة أقسام يبلغ قطره 5 مم(0,20 إنشا); تتشكل على شكل جدلات حول الساق، تكون سميكة وذات تموجات حادة. تزهر هذة النبتة من منتصف الصيف إلى اخره.
عدد الكروموسومات فيها متغير، حيث أنها ثنائية المجموعة الكروموسومية (2ن) و سجل عدد كروموسوماتها 66، 72، 84، 120. النعناع الفلفلي نبتة سريعة النمو إلى أن تظهر البراعم عليها، تصبح سريعة الانتشار.

## البيئة والانتشار
النعناع الفلفلي عادة ما ينتشر في البيئات الرطبة، بما في ذلك على جوانب التيارات المائية وقنوات تصريف المياه. بما أن هذا النبات هجين، فهو غير مثمر، ولا ينتج بذوراً ويتكاثر تكاثرا خضريا فقط، حيث ينتشر عن طريق الجذامير الخاصة به. النبات قادر على النمو في أي مكان يوضع فيه، مع وجود استثناءات قليلة.
بعيداً عن نطاقه الأصلي، المناطق التي كان يزرع فيها هذا النبات سابقاً للنفط، غالباً ما توجد فيها وفرة من النباتات البرية، ومن هذه المناطق أستراليا وجزر غالاباغوس ونيوزيلندا، وفي الولايات المتحدة في منطقة البحيرات الكبرى، حيث تم ملاحظته منذ عام 1843.

## مناطق الزراعة
النعناع الفلفلي ينمو بشكل عام في المناطق الرطبة، المظللة، وينتشر ويمتد بواسطة الجذامير الأرضية. يتم أخذ براعم صغيرة من عينات قديمة ويتم وضعها في حفرة يبلغ عمقها 1,5 قدماً تحت الأرض. هذا النبات ينمو سريعاً ويغطي الأرض بالأغصان الهوائية إذا كان دائماً رطبا. فيما يتعلق بالزراعة في المنازل، فهو غالباً ما يزرع في أوعية للحد من انتشاره السريع. أفضل نمو يكون بوجود امدادات جيدة من الماء، دون أن يكون مغموراً، ويزرع في المناطق اللتي تكون مشمسة حيناً ومظللة حيناً اخر.
الأوراق والقمم المزهرة تجمع حين تبدأ الأزهار بالتفتح ويمكن تجفيفها أيضاً ويجدر بالذكر أن النوع البري من هذا النبات أقل ملائمة لهذا الغرض. بالنسبة للنباتات التي يتم زرعها، يتم اختيارها كأفضل وأكثر محتوى من الزيت. يمكن وضعها إلى أن تذبل قليلاً قبل عملية التقطير لاستخراج الزيت، أو يمكن أخذها بشكل مباشر.

## المكونات الكيميائية
النعناع الفلفلي يحتوي عل كميات كبيرة من المينثول. الزيت المستخلص من هذا النبات يحتوي على المينثون وإسترات المينثيل، و خاصة المينثيل أسيتيت. النعناع الفلفلي المجفف يتكون من 0,3-0,4% من الزيوت الطيارة منها المينثول(7-48%) والمينثون(20-46%) والمينثيل أسيتيت(3-10%) والمينثوفيوران(1-17%) وسينيول(3-6%). أيضا يحتوي الزيت المستخلص من هذا النبات على كميات قليلة من بعض المكونات الأخرى مثل الليمونين والبوليغون والكاريوفيللين والباينين.

## الاستعمالات
يحتوي النعناع الفلفلي على زيت عطري طيار بنسبة حوالي 1 % ويحتوي على مادة المنتول بنسبة 50 – 60% ومواد أخرى مثل الاسيتالدهيد وحمض الفاليريك والليمونين والمنتون ويسمى أيضا بالنعناع الطبي.

### استخدامات الطهي وغيرها

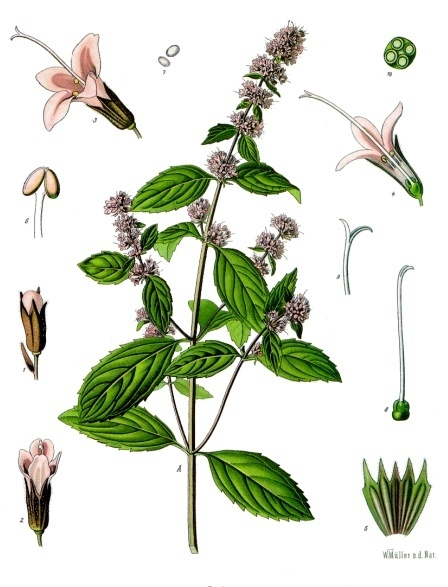
1886 توضيح من كوهلر ; النباتات الطبية

بليني الكبير,79 م، هو مؤلف روماني قديم، فيلسوف في الطبيعة وقائد في القوات البحرية والعسكرية و قام بكتابة Naturalis Historia (كتاب التاريخ الطبيعي), و الذي يتحدث عن أن اليونانيون والرومان توجوا أنفسهم بالنعناع الفلفلي باستعماله في أعيادهم وبتزيينه موائدهم بالبخاخات الخاصة به، وطعامهم يتم وضع نكهة النعناع الفلفي فيه، مثل صلصات الطعام والخمور.
إنها النكهة الأقدم والأكثر شهرة في الاستخدام في الحلويات وغالباً ما يستخدم بالشاي ومنكهات في البوظة، الحلويات، العلكة، ومعجون الأسنان. النعناع الفلفلي يوجد أيضاً في بعض أنواع الشامبو، الصابون، ومنتجات العناية بالبشرة.
المينثول ينشط مستقبلات TRPM8 الحساسة الباردة في الجلد والأنسجة المخاطية، وهي المصدر الرئيسي للإحساس ببرودة النعناع نتيجة الاستعمال الموضعي لزيت النعناع.
أزهار النعناع الفلفلي تنتج كميات كبيرة من رحيق النعناع وعسل النحل، بينما باقي أجزاء النبتة التي يستخرج منها الرحيق تستخدم كعلف للحيوانات بشكل كبير. أنواع متعددة من العسل يمكن أن تنتج إن وجدت مساحة كافية لنمو النباتات.

## علم السموم
الدراسات حول سمية هذا النبات لقيت نتائج متضاربة. بعض الكتّاب أقروا بأن هذه النبتة من الممكن أن تسبب أمراض في الكبد، بينما بعضهم الآخر أقروا بأنها تقي من تلف الكبد الذي تسببه المعادن الثقيلة. بالإضافة إلى ذلك، يبدو أن سمية النبات تختلف من صنف إلى اخر, وتعتمد على الجرعة المعطاة. ربما هذا يعتمد على محتوى النبات على مادة البوليغون.
تم استنتاج أن زيت النعناع الفلفلي، مستخلص النعناع الفلفلي، أوراق النعناع الفلفلي، وماء النعناع الفلفلي، هي امنة للاستعمال في المستحضرات التجميلية، بشرط عدم تجاوز تركيز مادة البوليغون 1%.
عندما تذوب منتجات زيت النعناع الفلفلي المضادة للحموضة بشكل سريع، ممكن أن يتسبب هذا بحرقة في المعدة وغثيان. بسبب وجود المينثول، فإن الاستعمال الموضعي لزيت النعناع الفلفلي حول مناطق الوجه والصدر للرضع والأطفال، خاصة حول الأنف، فهذا ممكن أن يتسبب بانقطاع النفس، تشنجات في الحنجرة والقصبات الهوائية، ضيق حاد في التنفس مع زرقة، أو توقف التنفس.

## التركيب الكيميائي
يتكون النعناع الفلفلي من تيبينويدس وفلافونيدات مثل الإيريوسيترين، هسبيريدين, و الكامبيفيرول 7-O-روتينوسايد.

## أصناف النعناع الفلفلي

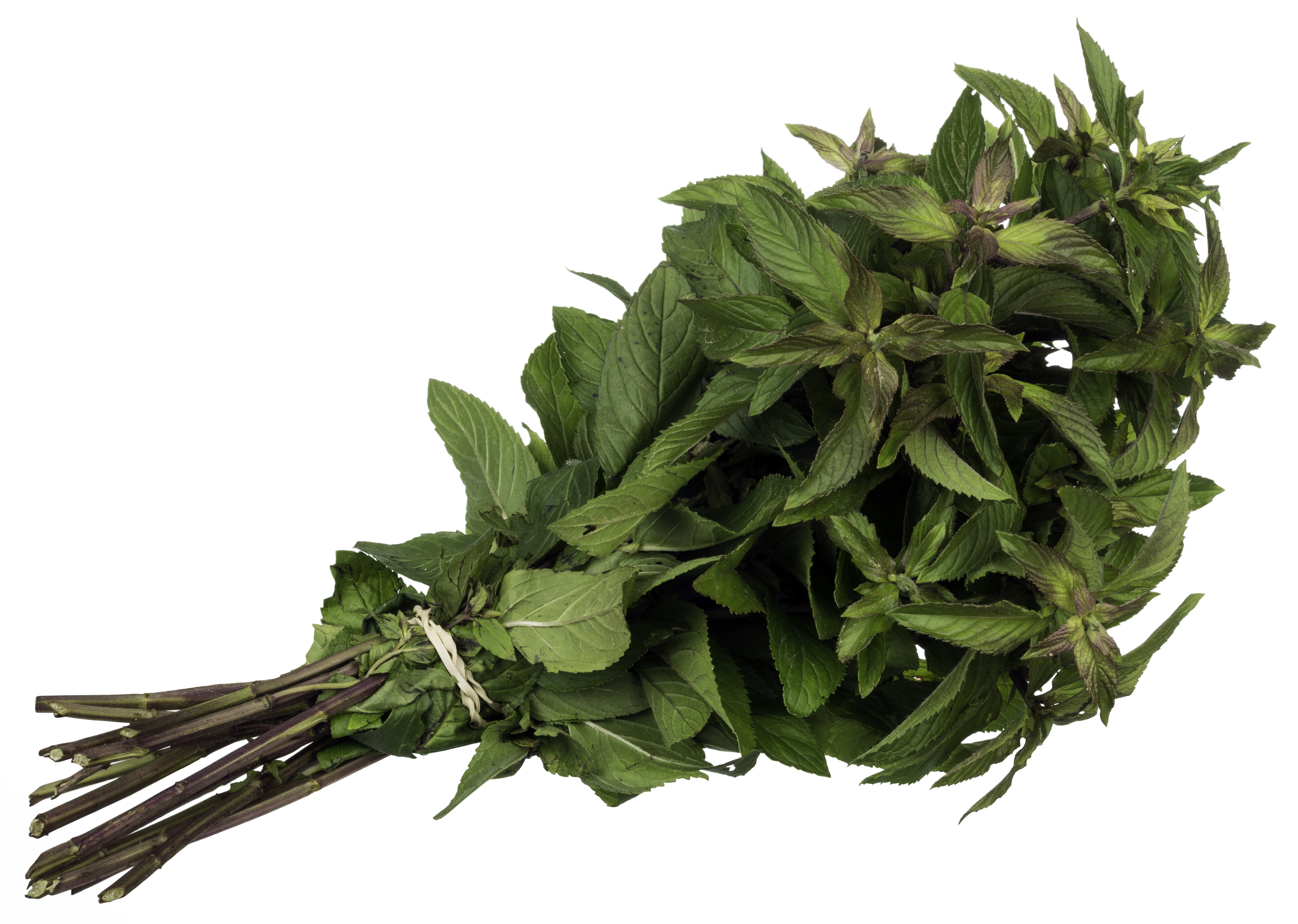
النعناع الفلفلي المهجن المعروف ب chocolate mint

مجموعة من الأصناف المختارة للزراعة في الحدائق:
- Mentha × piperita 'Candymint'. جذوعه حمراء.[31]
- Mentha × piperita 'Chocolate Mint'. أزهارها تتفتح من الأسفل إلى الأعلى; حيث طعمها يشبه نكهة النعناع في الشوكولاته في جبال الأنديز، وفي الحلوى الشعبية.[32][33][34]
- Mentha × piperita 'Citrata'. يضم أصنافاً كثيرة تتضمن ماء الكولونيا بالنعناع,[35] الجريب فروت بالنعناع، الليمون بالنعناع,[36] و برتقال بالنعناع. أوراقه عطرية، بدون شعر عليها.
- Mentha × piperita 'Crispa'. أوراقه مجعدة.[37]
- Mentha × piperita 'Lavender Mint'.[38]
- Mentha × piperita 'Lime Mint'. أوراقها معطرة برائحة الليمون.[39][40]
- Mentha × piperita 'Variegata'. الأوراق مزركشة باللون الأخضر والأصفر الباهت.[41]

الأصناف التجارية تشمل:
- [42] Dulgo pole
- [43] Zefir
- [43] Bulgarian population #2
- [43] Clone 11-6-22
- [43] Clone 80-121-33
- [44] Mitcham Digne 38
- [45] Mitcham Ribecourt 19
- [45] Todd's#x2019
- Todd's Mitcham, هذا الصنف مقاوم للذبول، ومنتج عن طريق برنامج تكاثر واختبارات للبستنة الذرية في مختبر بروكهافن الوطني في منتصف الخمسينيات.

## معايرة المنتجات والخدمات

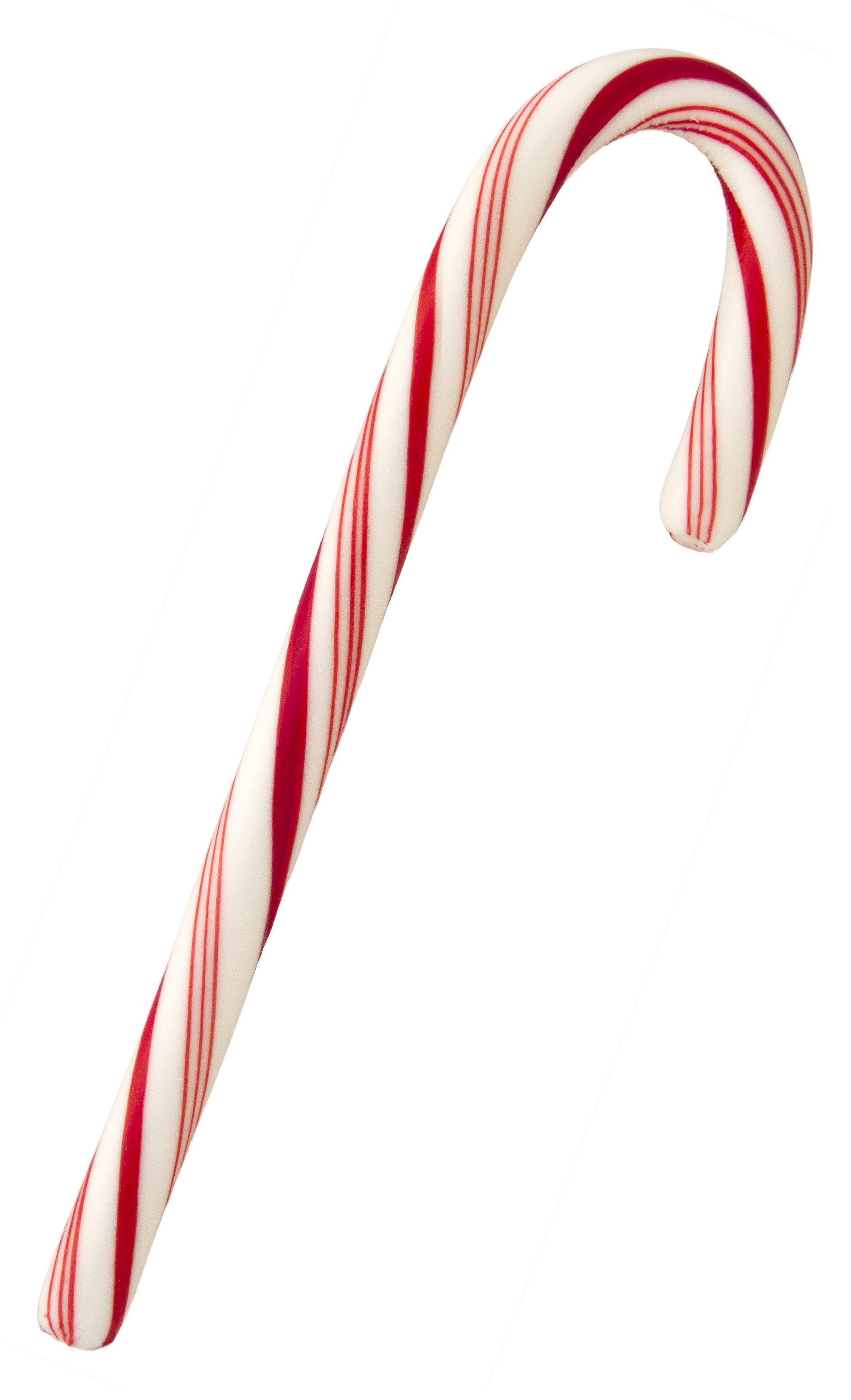
حلوى القصب: الحلوى الأكثر شهرة بطعم النعناع الفلفلي

يحتوي على مسميات الأنواع المختلفة وأصنافها. ISO 676:1995
ISO 5563:1984, وصف لأوراقه المجففة من صنف اللينيوس.
العلاج بالروائح العطرية.
حلوى القصب.
العلكة.
ISO 856:2006, زيت النعناع الفلفلي.
طارد للحشرات.
شوكولاتة النعناع.
شاي النعناع.
حلوى النعناع.